# Gadi Eizenkot
Gadi Eizenkot (în ebraică - גדי איזנקוט, născut la 19 mai1960 la Tverya) este un om politic și general israelian în retragere, cu gradul de  general locotenent, până la 9 iunie 2024 ministru fără portofoliu în guvernul israelian de uniune națională condus de Binyamin Netanyahu și format la 12 octombrie 2023. El a fost Șeful Statului Major al armatei israeliene, între 15 februarie 2015 - 15 ianuarie 2019.El l-a înlocuit atunci pe generalul Beni Gantz, al cărui adjunct a fost începând din ianuarie 2013.  
În tinerețe Gadi Eizenkot a urcat în ierarhia brigăzii Golani, ajungând în anii 1997-1998 comandantul acesteia. În anul 2022 ca civil, s-a alăturat, la lista de centru condusă de Beni Gantz, Tabăra Statală sau Partidul Unității Naționale, din partea căreia a fost ales deputat în Knesset începând din noiembrie 2022. În urma masacrului "Potopul Al Aksa" de la 7 octombrie 2023 inițiat de Fâșia Gaza în localitățile israeliene din apropierea frontierei, Eizenkot a fost invitat de premierul Binyamin Netanyahu să se alăture ca ministru fără portofoliu într-un guvern de uniune națională și ca membru în cabinetul restrâns de război formate la 12 octombrie 2023. La 9 iunie 2024 a demisionat împreună cu Benny Gantz si Hili Tropper in semn de nemulțumire față de politica și conducerea războiului decise de premierul Netanyahu.     

## Copilărie și tinerețe
Gadi Eizenkot s-a născut la Tverya sau Tiberias, oraș în nordul Israelului ca al doilea dintre cei patru copii ai unei perechi de imigranți evrei din Maroc, Meir Eizenkot, miner,originar din orașul Marrakech și Esther, originară din Casablanca. Numele de familie cu aparentă rezonanță germană era de fapt Azenkot și este de origine berberă-marocană, asemănător cu numeroase nume de familie ale evreilor din Maroc, și a fost deformat de către funcționari, pe atunci în mare parte evrei așkenazi, la înscrierea familiei în registrul populației după venirea în Israel. „Azankad” în limba tamazight înseamnă „cerb”.  
Eizenkot a crescut în portul sudic Eilat, unde a urmat liceul Goldwater, profilându-se în mecanică navală, apoi a urmat un curs liceal seral pentru terminarea examenelor de bacalaureat. În cele din urmă el a preferat să se 
înroleze nu la marină, ci în brigada de infanterie Golani.

## Cariera militară
În noiembrie 1978 a început serviciul militar in cadrul regimentului 51 al brigazii Golani. S-a antrenat ca soldat combatant, distingându-se în cursul instrucției. Apoi a făcut cursul de comandanți de grupă și cursul de ofițeri de infanterie. A revenit apoi la regimentul 51 ca comandant de pluton. În Războiul din Liban din 1982 a luat parte în fruntea unei companii, la cucerirea localității Ain at-Tina, unde și-a pierdut doi din cei mai buni prieteni, și la cucerirea orașelor An-Nabatiye și Djezzin și a aeroportului internațional Beirut. După un an s-a întors la vatră, ca după trei luni sa revină în serviciul permanent al armatei. La propunerea comandantului școlii de ofițeri ai bazei de antrenament 1, generalul Ilan Biran, Eizenkot a devenit comandant al companiei de cadeți ai cursului.
În anii 1984-1985 a comandat compania de luptă antitanc a brigăzii Golani, conducandu-și luptatorii în operațiuni complicate pe teritoriul Libanului.  Și-a încheiat misiunea cu o luna înainte de termen, in urma unei dispute cu comandantul brigăzii, generalul Tzvi Poleg, pentru a nu preda comanda unității în timpul permisiei. În continuare a fost trimis la perfectionare la Colegiul militar pentru ofițeri superiori ai forțelor integrate ale armatei,iar în anii 1986-1987 a servit ca ofițer de informații al brigăzii, iar după terminarea cursului de comandanți de regiment, a fost numit comandant al regimentuui 13 „Ghideon”, apoi fiind promovat în funcția de comandant adjunct al brigăzii Golani.
În 1991 a fost numit ofițer de operațiuni al comandamentului de nord, iar în 1992 a fost înaintat la gradul de colonel și numit comandant al brigăzii de rezerviști Karmeli. În 1997 a fost numit, în paralel,  comandant al Brigazii Efraim, iar în 1997 i-a urmat colonelului Erez Gerstein, în funcția de comandant al Brigăzii Golani, la scurt timp după catastrofa incendiului din Wadi Sluki, în care au pierit cinci luptători ai brigazii și alți cinci au fost răniți. În calitatea de comandant al brigăzii Golani Eizenkot a schimbat normele de compartament în rândurile companiilor veterane, și, vreme de doi ani și-a condus soldații în lupte din sudul Libanului, în care au ucis circa 40 de luptători ai Hezbollah. 
În cursul anilor el a obținut licența în istorie la Universitatea Tel Aviv, iar mai târziu a terminat titlul de master la Colegiul militar al Armatei Statelor Unite de la Carlisle, Pennsylvania.
În 1999 Eizenkot a fost înaintat la gradul de general de brigadă și a fost ales ca secretar militar al primului ministru și ministrului apărării Ehud Barak, păstrând această funcție și în timpul guvernului Ariel Sharon. În timpul guvernului Barak a luat parte la negocierile cu Siria. Ulterior a comandat Divizia 355 și Divizia Iudeea și Samaria. În iunie 2005 a fost promovat șef al serviciului de operații al armatei. 
După ce generalul major Udi Adam a demisionat în octombrie 2006, în urma criticilor la adresa modului în care și-a exercitat funcția în timpul Războiului din Liban din 2006, Eizenkot l-a înlocuit la comanda Frontului de Nord.
La 11 iulie 2011 el a predat comanda Comandamentului de Nord generalului maior Yair Golan și a ieșit în concediu pentru servi ca membru al unei echipe de reflecție (think tank). La 14 ianuarie 2013 a fost numit Șef adjunct al Statului Major în locul generalului Yair Navè (Yair Naveh). La 28 noiembrie 2014 ministrul apărării Moshe Ya'alon și primul ministru Binyamin Netanyahu l-au ales pe Eizenkot ca succesor al generalului Beni Gantz care și-a încheiat cadența.
Ca șef al Statului Major a făcut eforturi pentru consolidarea capacității de apărare a armatei, între altele în contracararea amenințării reprezentate de prezența militară crescută a Iranului khomeinist si a organizației șiite libaneze Hezbollah în Siria vecină, pentru combaterea actelor militare ostile Israelului din partea regimului Hamas și a altor organizații palestiniene de teroare din Fâșia Gaza și a terorismului individual palestinian. 

### Viața privată
Gadi Eizenkot locuiește la Herzliya, este căsătorit și are cinci copii. Unul din fiii săi, plutonierul Gal Meir Aizenkot, luptător și felcer din armata de infanterie, precum și un nepot de frate, sergentul major Maor Cohen Aizenkot au căzut în decembrie 2023 în Războiul cu teroriștii Hamas din Fâșia Gaza.